# Porto Alegre (Sao Tomé-et-Principe)
Pour les articles homonymes, voir Porto Alegre (homonymie).
Porto Alegre (en portugais : « port joyeux ») est une localité dans le district de Caué sur l'île de São Tomé dans São Tomé et Príncipe. C'est une ancienne roça.
Le village est le plus méridional de l'île et est le terminus sud de la route principale reliant à São Tomé-par le biais de l'est de l'île de la partie.

## Population
Sa population était estimée à 525 personnes en 2008. 
Lors du recensement de 2012, 795 habitants y ont été dénombrés. 

## Roça
Elle a été fondée par le vicomte de Malanza, fils du baron d'Água Izé. Sa maison de maître (casa principal), qui donne sur la mer, a été reconstruite en béton armé.
Photographies et croquis réalisés en 2011 mettent en évidence la disposition des bâtiments, leurs dimensions et leur état à cette date.

Vestiges de l'ancienne roça (2019).
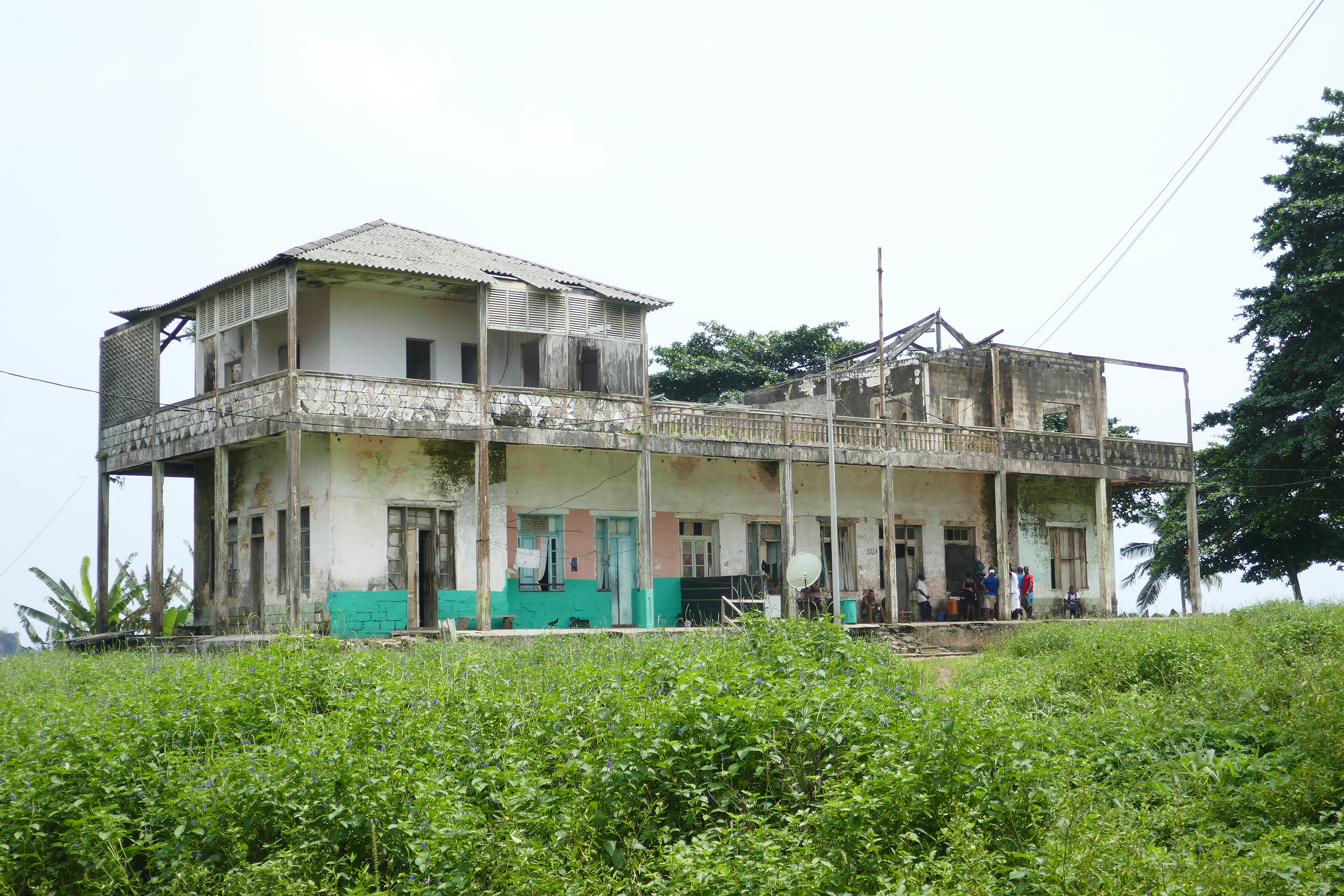
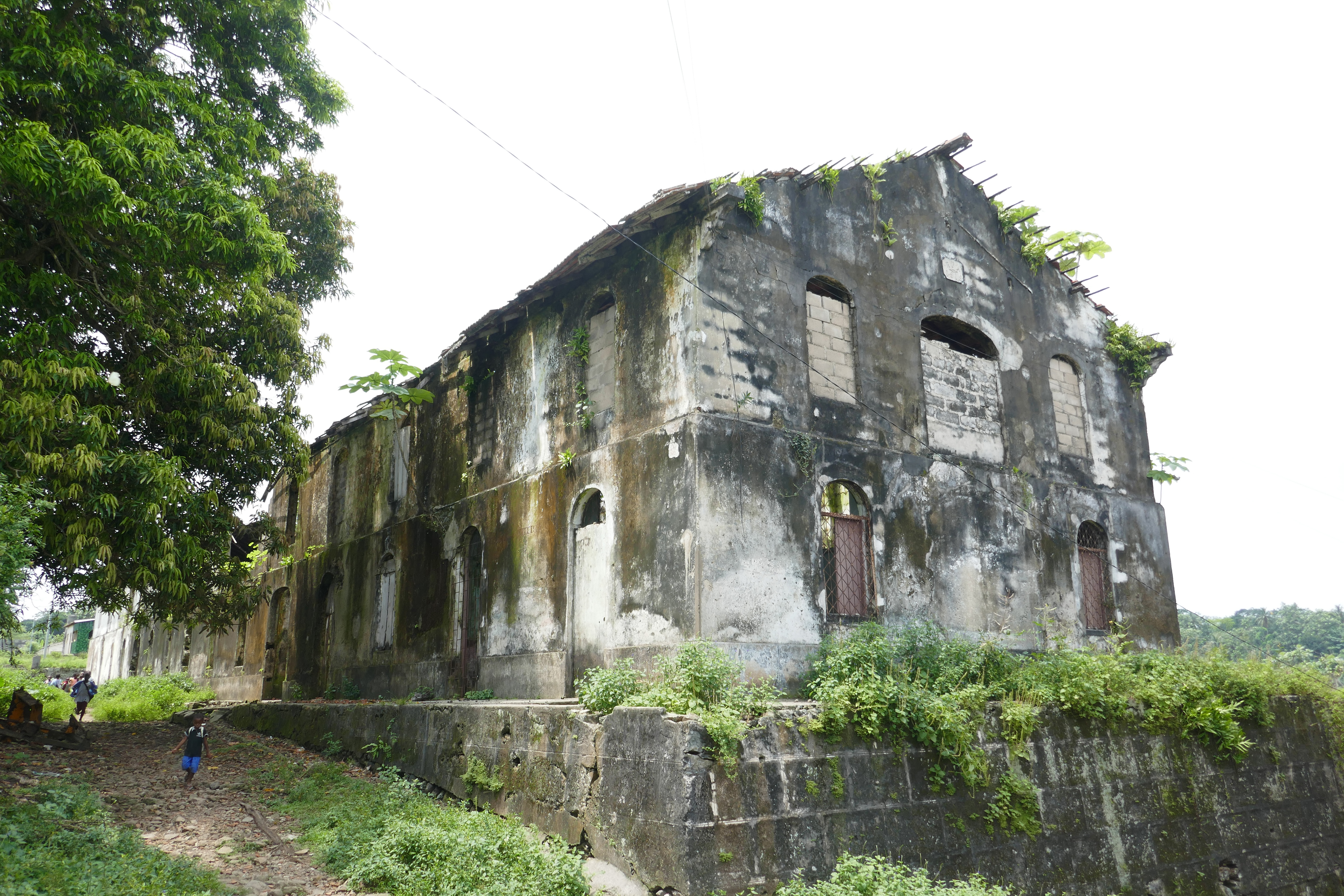
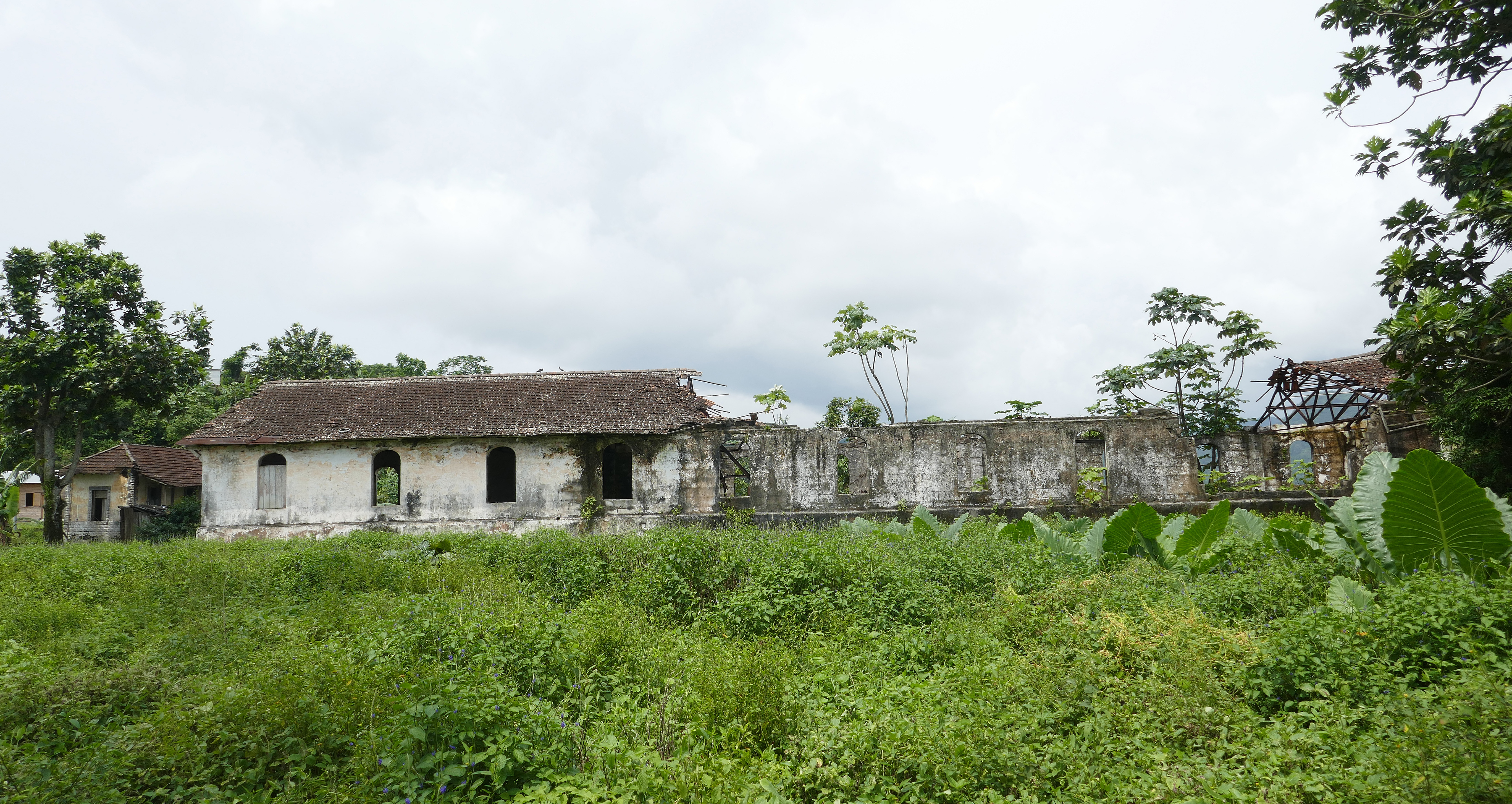
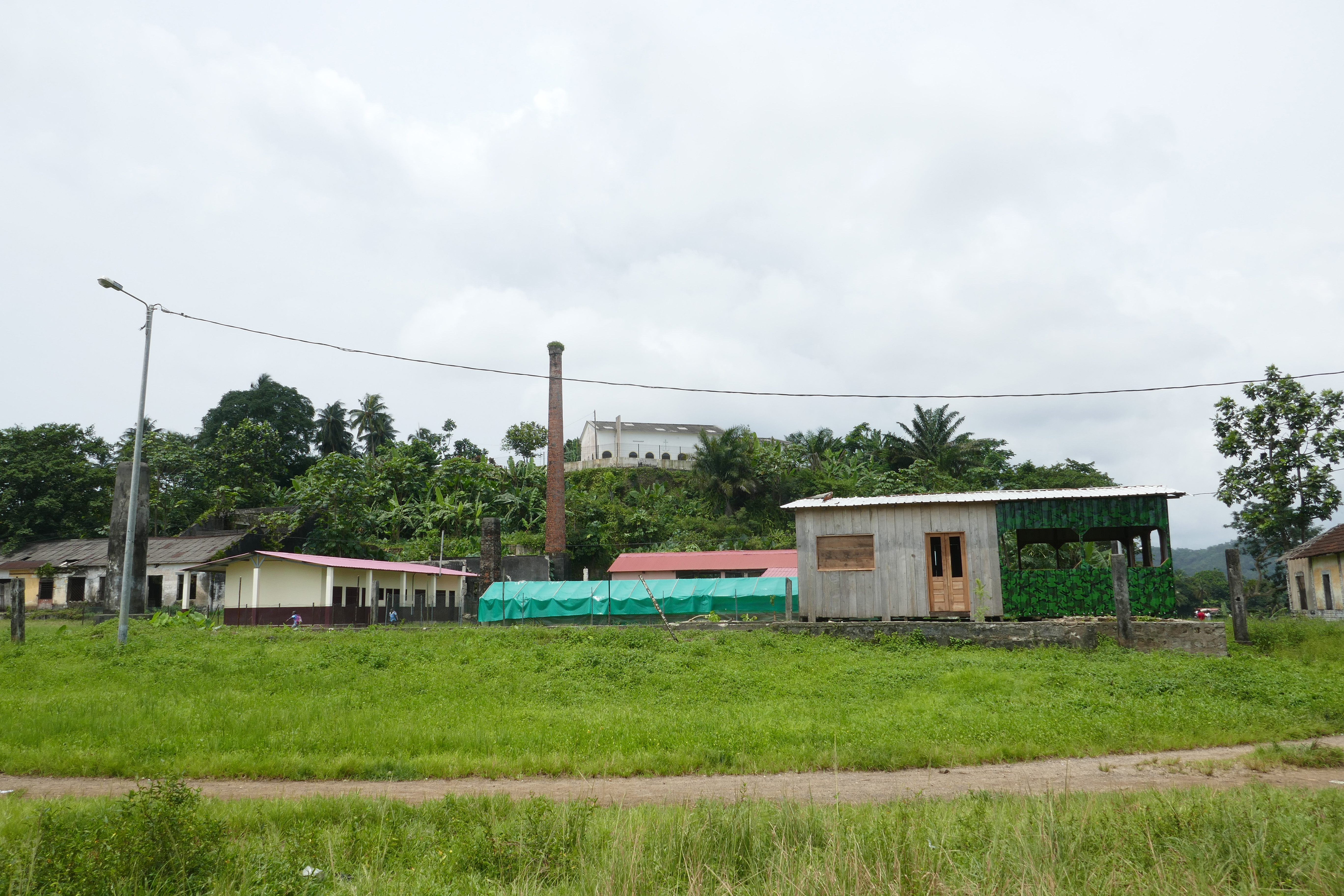
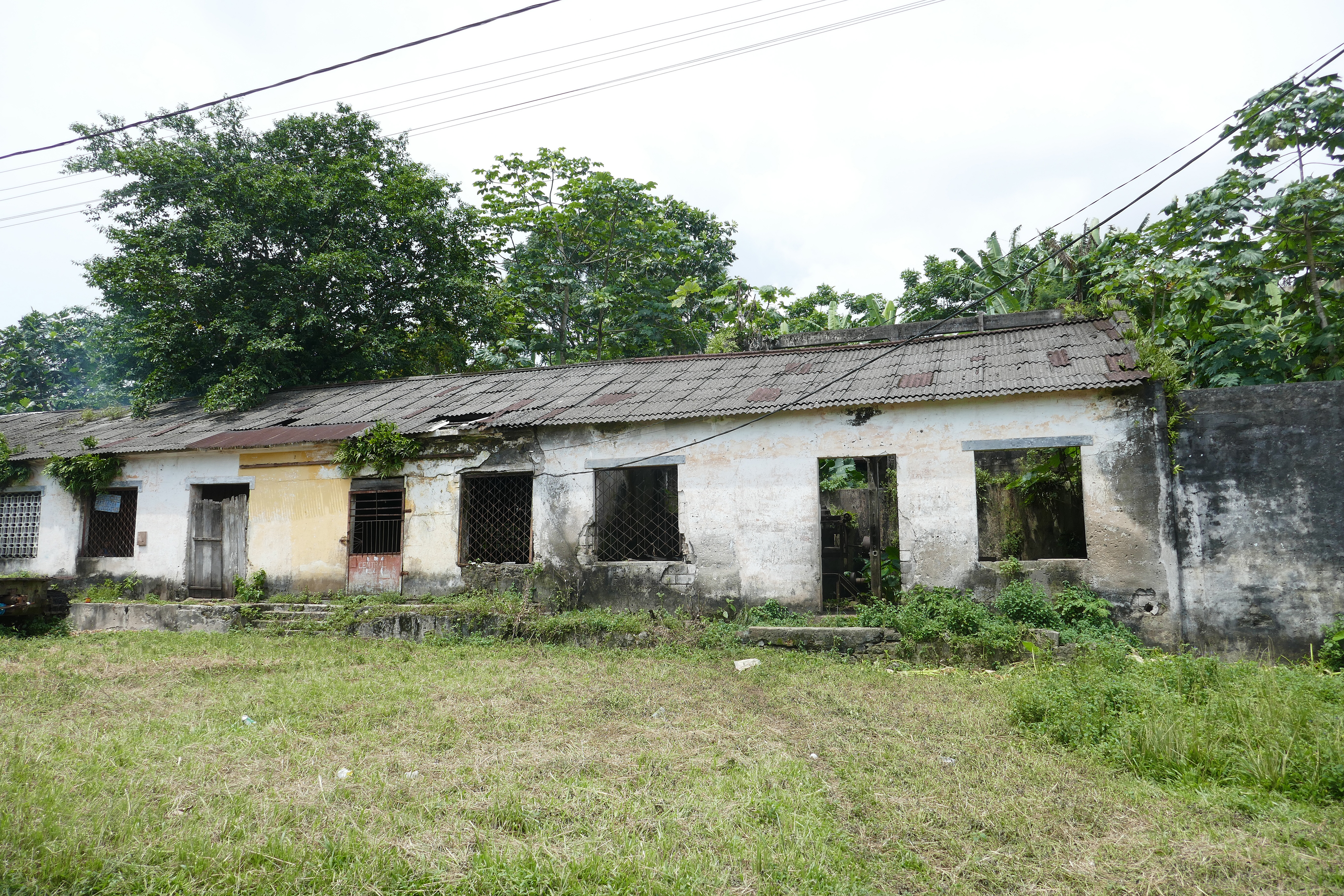

## Économie

Activité économique (2019).
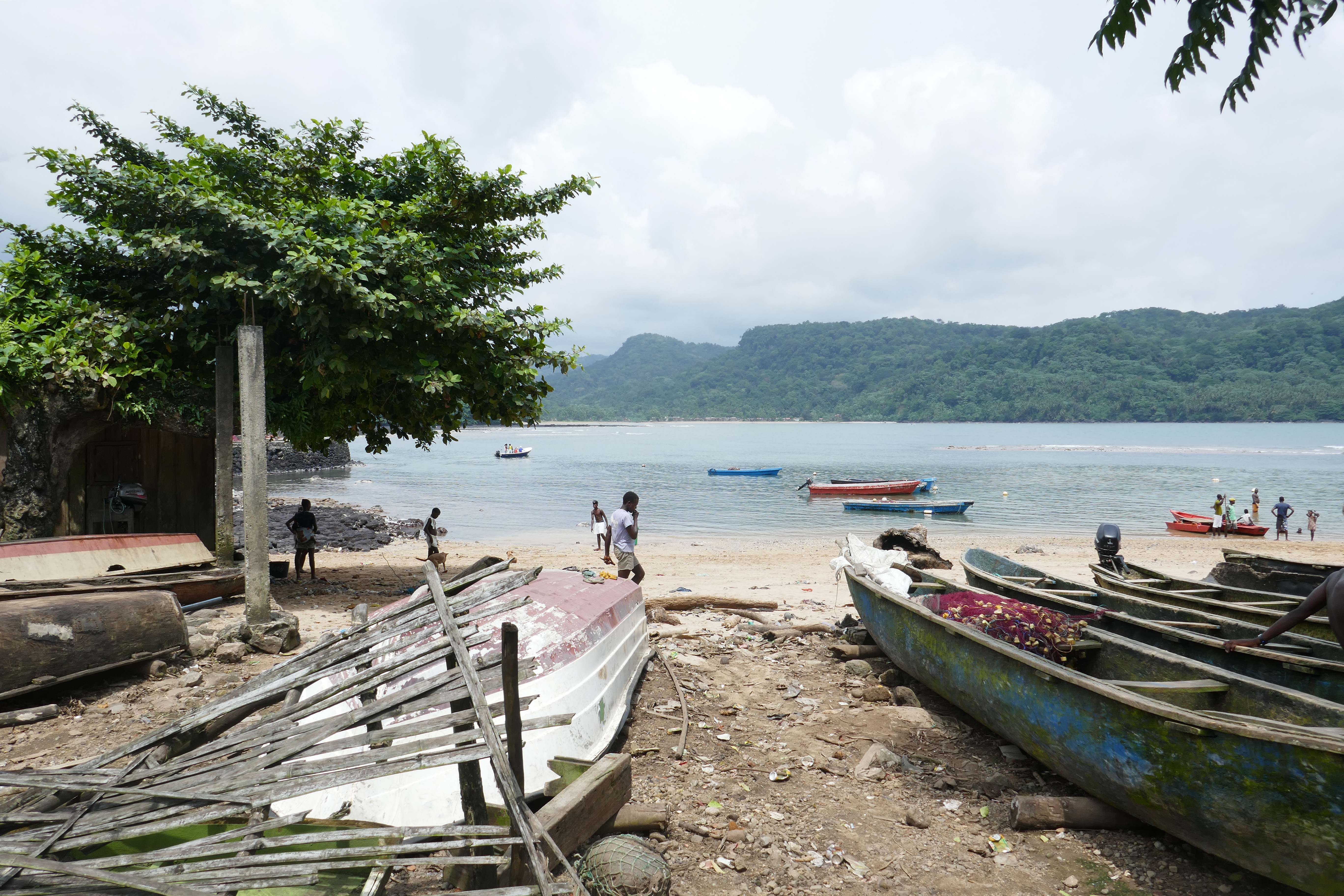
Bateaux de pêche.
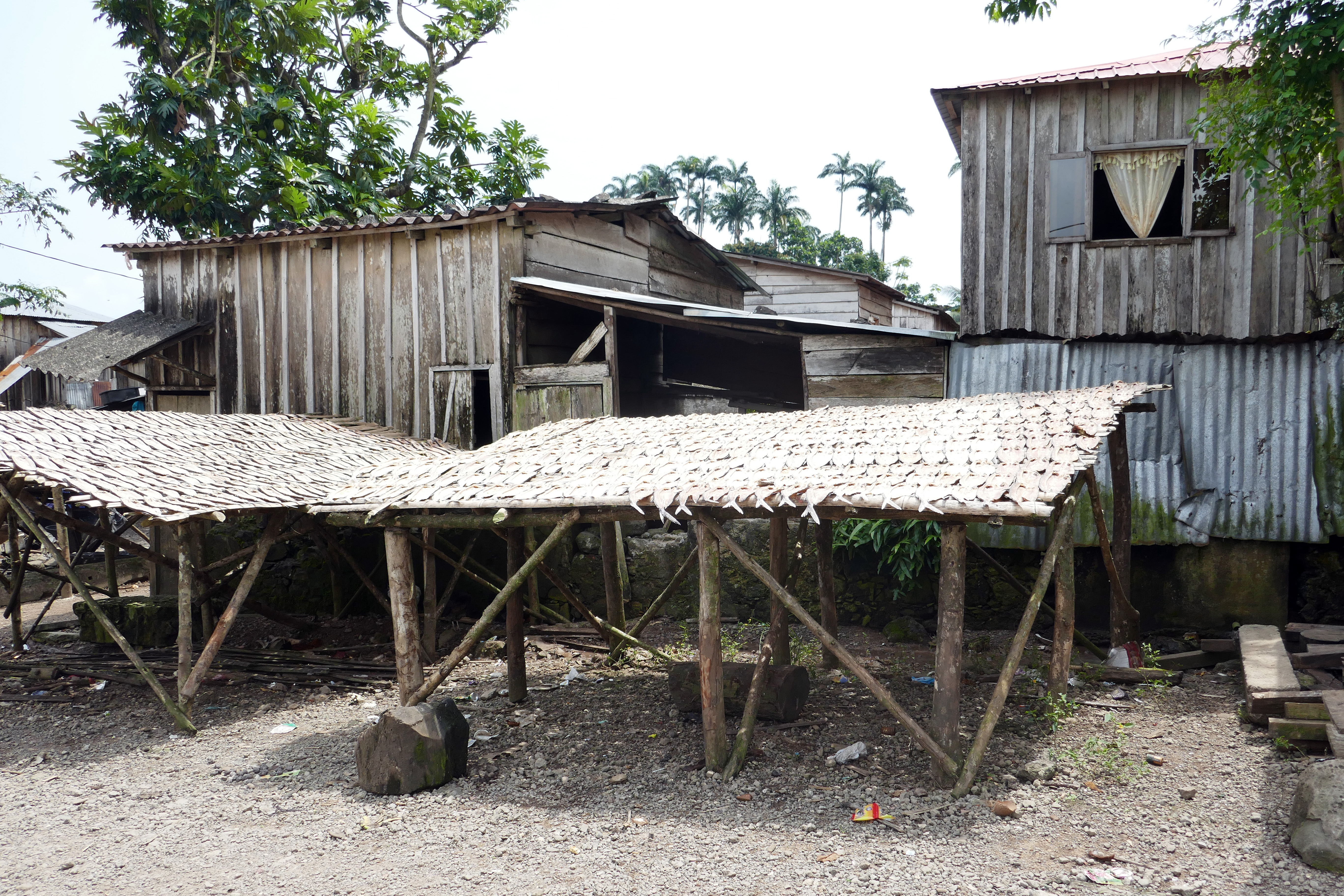
Poissons volants séchés.
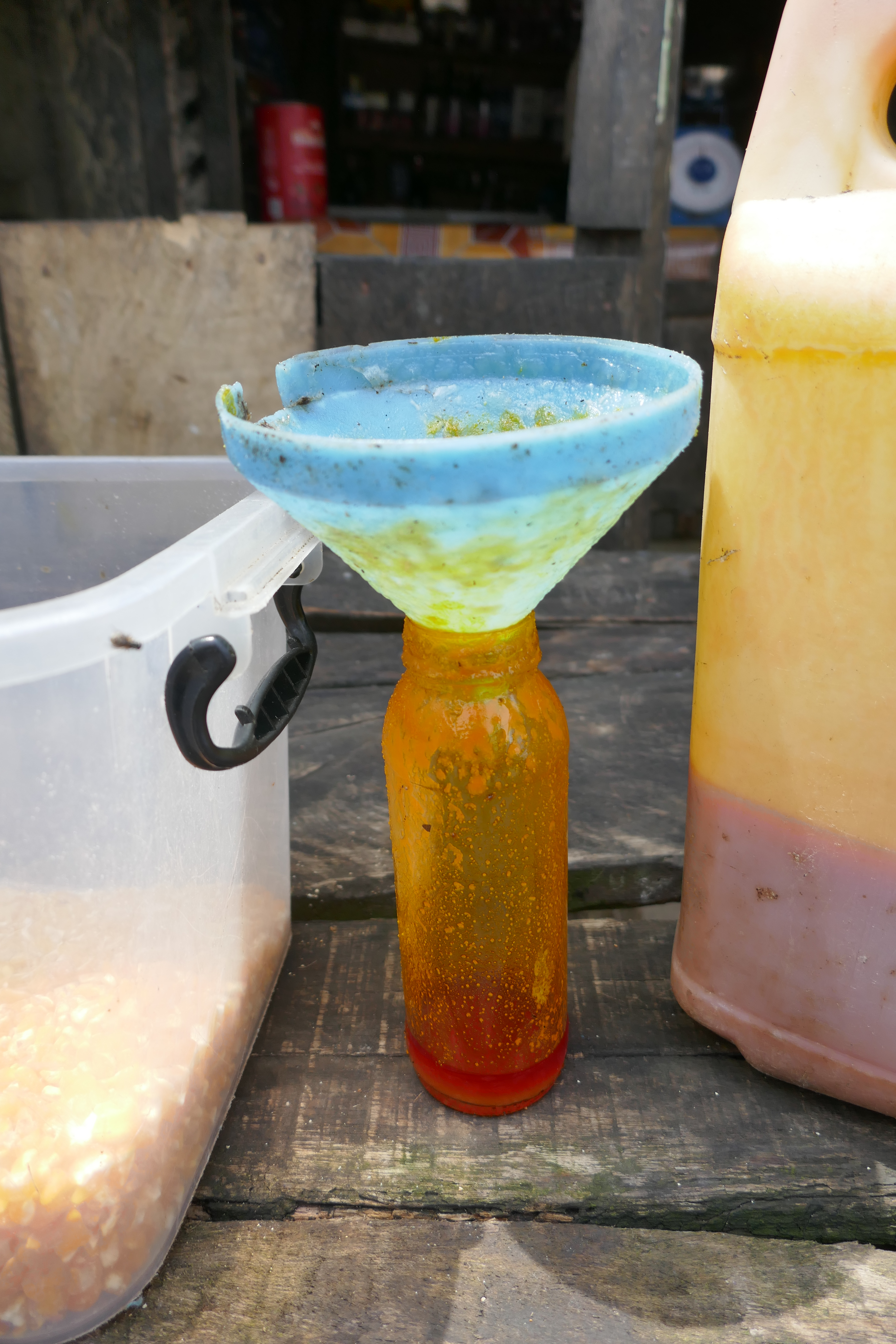
Huile de palme.
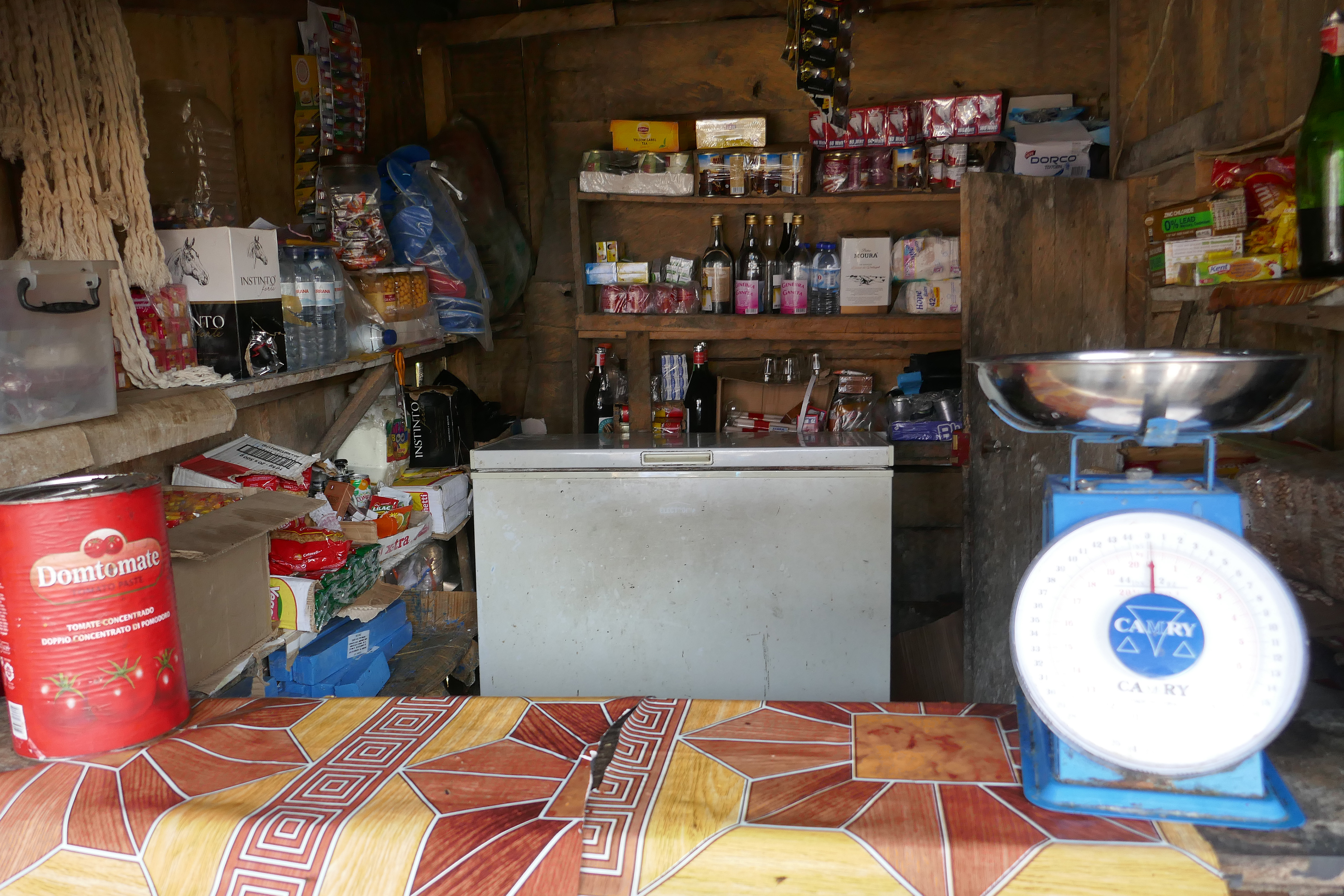
Épicerie.